# موندو (شرکت آمریکایی)
موندو یک شرکت آمریکایی است که به‌خاطر انتشار پوسترهای چاپ شده روی صفحه نمایش محدود برای فیلم‌ها، نمایش‌های تلویزیونی، کمیک، و همچنین موسیقی متن، صفحه گرامافون، لباس و پوشاک، اسباب‌بازی‌ها، و انتشار مجدد نسخه‌های سیستم ویدئوی خانگی شناخته می‌شود. این شرکت که در سال ۲۰۰۴ با نام موندو تیس تأسیس شد، یکی از زیرمجموعه‌های سابق زنجیره سینما آلامو درفت‌هاوس در آستین، تگزاس است و در حال حاضر میزبان یک فضای گالری دائمی در آنجا است که آثار هنری اصلی و پوسترهای سفارشی را به نمایش می‌گذارد.
در ژوئن ۲۰۲۲، فانکو اعلام کرد که موندو را خریداری کرده است. تقریبا یک سال بعد در ۲۴ مارس ۲۰۲۳، فانکو اخراج کارکنان بخشی از شرکت، از جمله بنیانگذاران راب جونز و میچ پاتنم را اعلام کرد و همچنین اعلام کرد که برخی از محصولات موندو متوقف می‌شوند.

## تاریخچه
در سال ۲۰۰۱ تیم لیگو، بنیانگذار سینما آلامو درفت‌هاوس برای جشنواره فیلم ساین‌مورته از کیر-لا جانیس در ونکوور بازدید کرد. لیگو از یک مغازه تی‌شرت‌های قدیمی به نام بنگ‌آن بازدید کرد و سال‌ها بعد، ایده یک فروشگاه تی‌شرت را به عنوان شعبه‌ای از درفت‌هاوس زنجیره‌ای به یانیس و دوست پسرش لستر اسمولنسکی ارائه کرد. با کمک طرح های گرافیکی اسمولنسکی، که برای بنگ‌آن کار می کرد، شاخه موندو تس در سال ۲۰۰۴ تأسیس شد.